# Akwid
Az Akwid egy 1995-ben alakult mexikói-amerikai hiphop együttes Michoacán államból. Zenéikben az angol, spanyol és spanglish nyelveket használják.

## Diszkográfia

### Stúdióalbumok
- Proyecto Akwid  (2003)
- Komp 104.9 Radio Compa (2004)
- Los Aguacates de Jiquilpan (2005)
- E.S.L. (2006)
- La Novela (2008)
- Clasificado "R" (2010)
- Revólver (2013)
- El Atraco (2015)